# The Bee Gees Sing and Play 14 Barry Gibb Songs
The Bee Gees Sing and Play 14 Barry Gibb Songs kompilacijski je album australskog rock sastava The Bee Gees, koji izlazi u studenom 1965.g. Album je njihov debitantski LP kojeg objavljuje australska diskografska kuća "Leedon".
Osnovni sadržaj albuma su tri singla koja su objavljena tri godine ranije (samo u Australiji), "Peace of Mind" "Claustrophobia" i "Could It Be", a na njemu se još mogu naći singlovi "Follow the Wind" i "And the Children Laughing" koji su snimljene folk standardom u ljeto 1965. Sadrži i tri nove skladbe od kojih je posebna "To Be or Not To Be", koja najavljuje prelazak s bluesa na hard rock.
Ovaj LP nije nikada izašao na CD formatu i vrlo je teško naći originalno LP izdanje. Također nisu niti sve skladbe izašle na CD-u, već se rijetko koja može naći na ostalim kompilacijama.

## Popis pjesama
- Strana A

1. "I Was a Lover, a Leader of Men" (Barry Gibb) - 3:31
2. "I Don't Think It's Funny" - 2:54
3. "How Love Was True" - 2:17
4. "To Be or Not to Be" (Barry Gibb) - 2:14
5. "Timber!" (Barry Gibb) - 1:47
6. "Claustrophobia" (Barry Gibb) - 2:14
7. "Could It Be" (Barry Gibb) - 2:05

- Strana B

1. "And the Children Laughing" (Barry Gibb) - 3:21
2. "Wine and Women" (Barry Gibb) - 2:52
3. "Don't Say Goodbye" (Barry Gibb) - 2:23
4. "Peace of Mind" (Barry Gibb) - 2:17
5. "Take Hold of That Star" (Barry Gibb) - 2:42
6. "You Wouldn't Know" (Barry Gibb) - 2:12
7. "Follow The Wind" (Barry Gibb) - 2:10